# Avenida Whitlock (línea Pelham)
Avenida Withlock es una estación en la línea Pelham del Metro de Nueva York de la División A del Interborough Rapid Transit Company. La estación se encuentra localizada en el barrio Longwood, Bronx y entre la Avenida Withlock y la Avenida Westchester. La estación es servida en varios horarios por diferentes trenes de los servicios  y .